# يشيع (عمران)
يشيع هي إحدى قرى الجمهورية اليمنية. تتبع جغرافيا لمحافظة عمران وإداريًا لمديرية خمر. يبلغ تعداد سكانها 2083 نسمة حسب الإحصاء الذي أجري عام 2004.